# Marco Navas
Marco Navas, né le 21 septembre 1982 à Séville (Andalousie, Espagne), est un footballeur espagnol qui joue comme milieu de terrain avec Bury FC.
Il est le frère aîné du footballeur Jesús Navas.

## Carrière
Marco Navas commence à jouer au football comme son frère à Séville dans le club de Unión Deportiva Los Palacios pour passer ensuite chez les juniors du Séville FC.
Lors de la saison 2003-2004, les deux frères Navas jouent avec la deuxième équipe du Séville FC. Marco Navas fait ses débuts en Première division peu après son frère le 21 février 2004 face à la Real Sociedad. Marco alterne les matchs avec la deuxième équipe et l'équipe première avec qui il joue trois matchs en D1.
À la différence de son frère cadet, Marco Navas ne parvient pas à s'imposer en équipe première lors de la saison 2004-2005, raison pour laquelle il est prêté au Polideportivo Ejido qui milite en Deuxième division pour la saison 2005-2006. Marco Navas dispute 30 matchs et marque un but avec Polideportivo Ejido.
En 2006, il est transféré au Xerez CD, club de D2.
En 2008, il joue avec Albacete Balompié, en 2009 avec CD Guadalajara, en 2010 avec SD Huesca, en 2011 avec Elche CF. En 2011, il est prêté au CD Leganés jusqu'en 2012. Il est recruté en 2012 par le Recreativo de Huelva.
En août 2013, il quitte l'Espagne pour rejoindre son frère en Angleterre en signant avec le club mancunien de Bury FC qui milite en Football League Two (quatrième division).